# Côte de Bonneville
De Côte de Bonneville is een beklimming in de wielerklassieker Waalse Pijl. Het is de zevende klim van de wedstrijd. Doordat de Côte de Bonneville slechts 900 meter lang is, is het stijgingspercentage van 9,7%, daarmee de steilste beklimming in de koers, goed te verteren. Overigens is dit zelden de scherprechter in de koers: de Côte de Bonneville moet al worden bedwongen na 159 van de 195,5 kilometer.
Deze beklimming is opgenomen in de Cotacol Encyclopedie met de 1.000 zwaarste beklimmingen van België onder de naam 'Côte d'Anton'.